# Селва ди Кадоре
Селва ди Кадоре (итал. Selva di Cadore) је насеље у Италији у округу Белуно, региону Венето.
Према процени из 2011. у насељу је живело 563 становника. Насеље се налази на надморској висини од 1505 м.

## Становништво
Према резултатима пописа становништва 2011. у општини је живело 517 становника.
| 1931. | 1936. | 1951. | 1961. | 1971. | 1981. | 1991. | 2001. | 2011. |
| ----- | ----- | ----- | ----- | ----- | ----- | ----- | ----- | ----- |
| 870   | 763   | 729   | 748   | 617   | 586   | 604   | 563   | 517   |